# اریک زونکا
اریک زونکا (انگلیسی: Erick Zonca؛ زادهٔ ۱۰ سپتامبر ۱۹۵۶) کارگردان فیلم و فیلم‌نامه‌نویس اهل فرانسه است. وی از سال ۱۹۹۳ میلادی تاکنون مشغول فعالیت بوده‌است.
وی کارگردان فیلم‌هایی همچون زندگی خیالی فرشتگان و جولیا بوده که فیلم زندگی خیالی فرشتگان برنده جایزه بهترین بازیگر زن جشنواره کن در جشنواره فیلم کن ۱۹۹۸ شده‌است.